# Tencent
Tencent is een Chinees technologiebedrijf. Volgens data van het consultingbedrijf PwC is Tencent het 7e grootste bedrijf ter wereld in 2021. Het stond in 2014 op plaats 14 in een wereldranglijst van merken samengesteld door Millward Brown Optimor. Het hoofdkantoor staat in Shenzhen, maar staat officieel geregistreerd op de Kaaimaneilanden.

## Activiteiten
Tencent is een van de grootste internetportalen van China. In 2015 kwam de omzet voor het eerst uit boven de 100 miljard renminbi, maar in 2021 lag deze bijna zesmaal zo hoog op 560 miljard. Van de omzet was 52% afkomstig van de Value Added Services (VAS), dit zijn voornamelijk online spelletjes en sociale media. Een bekende merknaam is WeChat. Zo'n 30% van de omzet had betrekking op financiële en andere zakelijke diensten. De restanten waren voornamelijk advertentie-inkomsten.
Tencent is mede snel gegroeid door overnames. In juni 2016 werd bekend dat een consortium onder leiding van Tencent een belang van 85% koopt in de Finse computerspelmaker Supercell. Het consortium betaalt US$ 8,6 miljard voor het belang en dit is gelijk de grootste overname in de geschiedenis van Tencent. Tencent realiseert al ongeveer 50% van de omzet met de verkoop van computerspellen. Supercell realiseerde in 2015 een nettowinst van US$ 780 miljoen op een omzet van US$ 2,1 miljard. Tencent had bij de aanvang een belang van 50% in het consortium, maar heeft in diverse stappen andere consortium partners uitgekocht. Per 31 december 2021 had het een aandelenbelang van 82% in Supercell. Tencent QQ is een product van dit bedrijf.
Op 16 juni 2004 kreeg het bedrijf een beursnotering op de Hong Kong Stock Exchange (tickersymbool: 700). De introductiekoers van de aandelen vast vastgesteld op HK$ 3,70 waarmee de totale beurswaarde uitkwam op HK$ 6,2 miljard. Het belang van de grootste aandeelhouders, het Zuid-Afrikaanse bedrijf Naspers, daalde hierbij van 50% naar 37,5%. Naspers werd al vroeg na de oprichting van het bedrijf aandeelhouder, in 2001 kocht het een belang van 46,5% voor US$ 34 miljoen.
In 2014 kocht het een minderheidsbelang in JD.com, een Chinees digitaal verkoopkanaal. In december 2021 besloot Tencent het grootste deel van het aandelenbelang, met een waarde van ongeveer US$ 16 miljard, uit te keren aan de aandeelhouders Tencent. Het belang is hierdoor gedaald van 17% naar 2,3%. De transactie kan zijn ingegeven door de Chinese autoriteiten die strenger zijn geworden voor technologie bedrijven met dominante marktposities.
In juni 2017 liet Tencent weten € 13 miljard te willen investeren in de e-sportmarkt in China. Het Chinese internetbedrijf wil met dat geld de komende vijf jaar onder meer competities en organisaties opzetten en evenementen organiseren, maar bijvoorbeeld ook e-sportspretparken gaan bouwen. Tencent is al eigenaar van de ontwikkelaar Riot Games, de maker van het populaire League of Legends. Het bedrijf kent de e-sports-wereld dus al goed. Eerder investeerde een ander Chinees bedrijf, Alibaba Group, al fors in e-sports. Mede dankzij de inmenging van Alibaba is e-sports als demonstratiesport toegevoegd aan de Asian Games in 2018.

## Relatie met Chinese overheid
Met de Chinese regering is de relatie soms moeizaam, met name op het gebied van de video games die vooral op mobiele telefoons worden gespeeld. Dit is een belangrijke activiteit en heeft een aandeel van 40% in de totale omzet van Tencent. De Chinese autoriteiten limiteerden het gebruik van het Honours of Kings spel voor kinderen omdat dit verslavend zou zijn. De aandelenkoers zakte en het bedrijf verloor in een dag US$ 15 miljard aan marktwaarde. Medio augustus 2018 werd één dag na de introductie van het spel Monster Hunter de verkoop gestaakt na bezwaren van de autoriteiten. Het bedrijf had al een miljoen exemplaren van het spel verkocht voor de feitelijke introductie.
Medio december 2023 kwamen de Chinese autoriteiten met een wetsvoorstel om de bestedingen en beloningen in online games te beperken. De Chinese toezichthouder, de National Press and Publication Administration (NPPA), wil voorkomen dat consumenten buitensporige bedragen uitgeven in games en wil ook dat beloningen die consumenten krijgen als ze regelmatig inloggen, worden geschrapt. De koers van het aandeel daalde 14% toen dit nieuw bekend werd.